# Бобровники (Білостоцький повіт)
Бобровники (пол. Bobrowniki) — село в Польщі, у гміні Ґрудек Білостоцького повіту Підляського воєводства.
Населення — 133 особи (2011).
У 1975-1998 роках село належало до Білостоцького воєводства.

## Демографія
Демографічна структура станом на 31 березня 2011 року:
|          | Загалом | Допрацездатний вік | Працездатний вік | Постпрацездатний вік |
| -------- | ------- | ------------------ | ---------------- | -------------------- |
| Чоловіки | 68      | 12                 | 45               | 11                   |
| Жінки    | 65      | 9                  | 35               | 21                   |
| Разом    | 133     | 21                 | 80               | 32                   |